# Album al numero uno in Finlandia (2012)
Questa è la lista degli album al numero uno in Finlandia nel 2012 secondo la Suomen virallinen lista.

## Classifica
| Suomen virallinen albumilista | Suomen virallinen albumilista    | Suomen virallinen albumilista | Suomen virallinen albumilista |
| Settimana                     | Album                            | Artista                       | Nota                          |
| ----------------------------- | -------------------------------- | ----------------------------- | ----------------------------- |
| Settimana 1 (3 gennaio)       | 21                               | Adele                         | [ 1 ]                         |
| Settimana 2 (10 gennaio)      | 21                               | Adele                         | [ 2 ]                         |
| Settimana 3 (17 gennaio)      | 21                               | Adele                         | [ 3 ]                         |
| Settimana 4 (24 gennaio)      | 21                               | Adele                         | [ 4 ]                         |
| Settimana 5 (31 gennaio)      | 21                               | Adele                         | [ 5 ]                         |
| Settimana 6 (7 febbraio)      | Old Ideas                        | Leonard Cohen                 | [ 6 ]                         |
| Settimana 7 (14 febbraio)     | Nocebo                           | Stam1na                       | [ 7 ]                         |
| Settimana 8 (21 febbraio)     | 21                               | Adele                         | [ 8 ]                         |
| Settimana 9 (28 febbraio)     | 21                               | Adele                         | [ 9 ]                         |
| Settimana 10 (6 marzo)        | 21                               | Adele                         | [ 10 ]                        |
| Settimana 11 (13 marzo)       | Wrecking Ball                    | Bruce Springsteen             | [ 11 ]                        |
| Settimana 12 (20 marzo)       | Yhdestä puusta                   | Jukka Poika                   | [ 12 ]                        |
| Settimana 13 (27 marzo)       | MDNA                             | Madonna                       | [ 13 ]                        |
| Settimana 14 (3 aprile)       | Petäjäveräjät                    | Viikate                       | [ 14 ]                        |
| Settimana 15 (10 aprile)      | Yhdestä puusta                   | Jukka Poika                   | [ 15 ]                        |
| Settimana 16 (17 aprile)      | Yhdestä puusta                   | Jukka Poika                   | [ 16 ]                        |
| Settimana 17 (24 aprile)      | Yhdestä puusta                   | Jukka Poika                   | [ 17 ]                        |
| Settimana 18 (1º maggio)      | Maan tapa                        | Paleface                      | [ 18 ]                        |
| Settimana 19 (8 maggio)       | Yhdestä puusta                   | Jukka Poika                   | [ 19 ]                        |
| Settimana 20 (15 maggio)      | Yhdestä puusta                   | Jukka Poika                   | [ 20 ]                        |
| Settimana 21 (22 maggio)      | Stones Grow Her Name             | Sonata Arctica                | [ 21 ]                        |
| Settimana 22 (29 maggio)      | Stones Grow Her Name             | Sonata Arctica                | [ 22 ]                        |
| Settimana 23 (5 giugno)       | jvg.fi                           | JVG                           | [ 23 ]                        |
| Settimana 24 (12 giugno)      | Rakkaudesta                      | PMMP                          | [ 24 ]                        |
| Settimana 25 (19 giugno)      | Rakkaudesta                      | PMMP                          | [ 25 ]                        |
| Settimana 26 (26 giugno)      | Rakkaudesta                      | PMMP                          | [ 26 ]                        |
| Settimana 27 (3 luglio)       | Living Things                    | Linkin Park                   | [ 27 ]                        |
| Settimana 28 (10 luglio)      | Outta My Head                    | Diandra                       | [ 28 ]                        |
| Settimana 29 (17 luglio)      | Voicen Kesähitti 2012            | Artisti vari                  | [ 29 ]                        |
| Settimana 30 (24 luglio)      | Fuck Vivaldi                     | Eevil Stöö X Koksu Koo        | [ 30 ]                        |
| Settimana 31 (31 luglio)      | 21                               | Adele                         | [ 31 ]                        |
| Settimana 32 (7 agosto)       | Voicen Kesähitti 2012            | Artisti vari                  | [ 32 ]                        |
| Settimana 33 (14 agosto)      | Voicen Kesähitti 2012            | Artisti vari                  | [ 33 ]                        |
| Settimana 34 (21 agosto)      | Voicen Kesähitti 2012            | Artisti vari                  | [ 34 ]                        |
| Settimana 35 (28 agosto)      | Tavalliset Hautajaiset           | Samuli Putro                  | [ 35 ]                        |
| Settimana 36 (4 settembre)    | Kerkko Koskinen Kollektiivi      | Kerkko Koskinen Kollektiivi   | [ 36 ]                        |
| Settimana 37 (11 settembre)   | Kadonneen Louhikäärmeen Arvoitus | Hevisaurus                    | [ 37 ]                        |
| Settimana 38 (18 settembre)   | Kadonneen Louhikäärmeen Arvoitus | Hevisaurus                    | [ 38 ]                        |
| Settimana 39 (25 settembre)   | Ilon Pirstaleet                  | Elonkerjuu                    | [ 39 ]                        |
| Settimana 40 (2 ottobre)      | The 2nd Law                      | Muse                          | [ 40 ]                        |
| Settimana 41 (9 ottobre)      | Chillaa                          | Robin                         | [ 41 ]                        |
| Settimana 42 (16 ottobre)     | Chillaa                          | Robin                         | [ 42 ]                        |
| Settimana 43 (23 ottobre)     | 180 Astetta                      | Mokoma                        | [ 43 ]                        |
| Settimana 44 (30 ottobre)     | Chillaa                          | Robin                         | [ 44 ]                        |
| Settimana 45 (6 novembre)     | Vie Mut Kotiin                   | Jesse Kaikuranta              | [ 45 ]                        |
| Settimana 46 (13 novembre)    | Pelko Ja Rakkaus                 | Yö                            | [ 46 ]                        |
| Settimana 47 (20 novembre)    | Vain elämää                      | Artisti vari                  | [ 47 ]                        |
| Settimana 48 (27 novembre)    | Vain elämää                      | Artisti vari                  | [ 48 ]                        |
| Settimana 49 (4 dicembre)     | Vain elämää                      | Artisti vari                  | [ 49 ]                        |
| Settimana 50 (11 dicembre)    | Vain elämää                      | Artisti vari                  | [ 50 ]                        |
| Settimana 51 (18 dicembre)    | Vain elämää                      | Artisti vari                  | [ 51 ]                        |
| Settimana 52 (25 dicembre)    | Vain elämää jatkuu               | Artisti vari                  | [ 52 ]                        |